# Anomis oedema
Anomis oedema là một loài bướm đêm trong họ Erebidae.